# ばぐ×バグ
『ばぐ×バグ』はあまのしん作の漫画。『電撃PlayStation付録電撃4コマ』に連載されている。
『電撃4コマ』Vol.123より連載開始。

## あらすじ
私立城咲学園ハンター特待生“最強”塔馬冬子と“最弱”奈良ちとせの実力凸凹コンビの活躍(？)を描いていく4コマストーリー漫画。

## 世界観
現実風の世界だがビームらしき技やバリアを使用したり、キノコが襲ってきたりするファンタジーテイストの入り混じった独特な世界が描かれている。

## 用語

### 施設
私立城咲学園
謎の菌に支配されている高等学校。
建造物でありながら何故か脅威的な再生力を誇り、破壊されても放っておいても元に戻る。

### 地名
シリフケ

### その他
ハンター特待生
私立城咲学園の対キノコ戦のスペシャリスト達で剣・槍・斧・杖・盾等を使い戦う。
キノコの回収本数に応じハンターポイントが与えられ、獲得ポイントによりランク分けされている。
ランクに応じてネクタイの本数が増えてゆき、リボン状に成っていく。
学費の一部免除の他、実績に応じ報酬も支払われる等、一般生に比べ優遇されている。

## 登場人物

### 私立城咲学園関係者
塔馬冬子 ♀
私立城咲学園ハンター特待生1年生、1本タイ。
最強。
ケモ耳の様にも見える髪留めで留めたツインテールとヘッドフォンが特徴。
悪意は無いが、歯に衣着せぬ言動をする毒舌家。
武器を用いず、素手でキノコを圧倒する。
上記の様な実力を持ちながら『格好悪いから』との理由でキノコ狩りを全くしていなかった為、ちとせと連帯責任でのコンビ活動を命じられる。
声フェチ。
奈良ちとせ ♀
私立城咲学園ハンター特待生1年生、1本タイ。
最弱。
変な前髪(冬子談)と絶えない全身の生傷が特徴。
人見知りでは無いが、自分の声に自信が無い為、常に小さい声で喋る。
家計を助ける為ハンター特待生と成ったが、あまりの弱さに全く実績が残せず冬子と連帯責任でのコンビ活動を命じられる。
お姉ちゃん(オカン)属性。
中条副会長 ♀
私立城咲学園ハンター特待生、3本タイ。
生徒会副会長。
ポニーテールと『～ですわ』口調が特徴。
上下関係や秩序を重んじ、それらを乱す物には「罰を」と考える人物、少々沸点が低い。
ツンツン。
会長 ♂
私立城咲学園ハンター特待生、4本タイ。
生徒会会長。
得物は刀。
七・三分けの髪型と半目が特徴。
『一般生に示しがつかないから』と冬子とちとせに連帯責任でのコンビ活動を命じる。
沈着冷静。

### 生徒関係者
ちとせの両親
夫婦揃って考古学者で常に世界中を飛び回っている。
ちとせの弟達
三人兄弟。
育ち盛りの食欲で奈良家のエンゲル係数を引き上げている。

### その他
みったん
冬子が好きな、少年役で有名な若手声優。

## キノコ
タシノカロシ
一般的な茸の形をしており、攻撃手段が体当たりのみで戦い易い。
大きく、軟らかく、耐久力が高い。